# さくらみこ
さくら みこ（英: Sakura Miko、中: 樱 巫女）は、日本のバーチャルYouTuber（以下、「VTuber」）。所属事務所はホロライブプロダクション。YouTubeなどで動画投稿やライブ配信を中心に活動する女性VTuberグループ「ホロライブ」のメンバー。2023年2月13日以降、東京観光大使に任命された。

## 概要
誕生日は3月5日。身長152センチ。挨拶は「にゃっはろ～！」など。愛称はみこちなど。
電脳桜神社に仕えており、式神の金時、電脳乃神と共に暮らしている。神様のお使いを通じて日本のサブカルチャーに強い影響を受け、アニメやゲーム、アイドルのことを知り、バーチャル巫女アイドルの活動を始めた。「エリート巫女」を自称するが、コミケを理由に神様のお使いを断るなど、あまり巫女の仕事に熱心ではない。大好物はたい焼きと美少女ゲーム。
キャラクターデザインはアニメーターの田中雄一が、新衣装、私服衣装のデザインはイラストレーターのおるだんが担当。
ファンの愛称は「35P（みこぴー）」。
2018年8月1日にカバー株式会社のメイン事業である、「ホロライブアイドルプロジェクト」とは別の「さくらみこプロジェクト」の一環としてデビューしYouTubeにて動画を初投稿。同年12月25日にホロライブ加入。2019年1月にYouTubeチャンネル登録者1万人、2019年12月に10万人、2020年10月に50万人、2021年4月30日に100万人を突破した。チャンネル登録者数100万人超えはVTuberとして17人目、ホロライブとしては14人目となる。
ホロライブ加入は湊あくあら5名の「ホロライブ2期生」（2018年8月〜9月デビュー）よりも後となるが、ホロライブプロダクション初のバーチャルアイドルであるときのそら他、加入時期が不定期だったタレントの集まりである「ホロライブ0期生」にカテゴライズされている。
2020年7月初頭から体調不良により配信活動を休止。31日、事務所から「ご家族の元で療養に専念するため、1〜2 カ月程度一部活動を制限する」と発表された（この間、Twitterでツイートは続けていたものの、動画の投稿や生配信は休止していた）。10月21日、YouTubeにて復帰ライブを行い、活動を再開。このライブ配信でTwitterのハッシュタグ「#さくらみこ復帰LIVE」は世界トレンド1位を獲得し、YouTube Liveでの最大同時接続者数は14万人越えを記録している。

## 活動
配信活動の内容はゲーム実況を中心に雑談や歌、Twitchでの映画同時視聴（ウォッチパーティ）競馬予想など。ゲーム実況は特に『グランド・セフト・オートV（GTA V）』がお気に入りの作品で、海外リスナーからの人気を獲得するきっかけにもなった。『Minecraft』での運動会企画など、複数メンバーやホロライブ全体を巻き込んだ大型コラボも積極的に企画し、主催側に回ることも多い。
歌手活動としては、2019年2月に初のオリジナル曲『マイネームイズエリート☆』を発表。同年9月のライブイベント「It's a Virtual＆Real Pop World！」に出演してステージデビューを飾った。これまで4度開催のホロライブ主催ライブには全て参加。2019年以降、外部ライブにも毎年出演している。歌手活動にどれだけウェイトを置くかはメンバー個々に委ねられているが、日々の配信活動と並行して精力的に歌手活動も行うメンバーの一人である。
配信活動、ライブ出演の他には2019年にPCゲーム『100％ おれんじじゅーすっ！』で声優デビューも果たしている。

## 人物・エピソード

### キャラクター
独特な鼻にかかるような高いキーの声、「○○にぇ」（○○だにぇ、○○するにぇなど）という口調が特徴。「にぇ」は「ねー」の意で、もともとは滑舌の悪さからそのように聞こえるというものだったが、X（旧Twitter）での発言やメディアにコメントを寄せる際の文章にも用いており、キャラクターを印象づける言葉になっている。
自称｢エリート｣ではあるものの、ライブ配信などでは非常に天然な言動が多く、共演のホロメンや35Pからはいじられキャラと扱われることが多く、｢PON｣(ポンコツの略でうかつ、そそっかしい等といった意味)という単語を自他共に使う。後述のエピソードのようにテーブルゲームやクイズが苦手であり、余りにも酷い負けかたや不正解ぶりを見せたときには、｢み俺恥｣(みこち俺恥ずかしいよの略)というミームが定番化している。
しかし素晴らしい勝利や功績、姿に感動した際には、『み俺誇』（みこち俺誇らしいよの略）というミームが使われる。
2024年9月、1stアルバム｢flower rhapsody｣が発売され、その年の10月に初のソロライブである1st Live“flower fantasista! ”を開催。その際にはいつものPONなさくらみことは違う力強く綺麗な姿が印象づけられ、その際にも『み俺誇』が多用された。

### 美少女ゲーム
長らくPC美少女ゲームのファンであることを公言している。ギャルゲーのみならずR指定ありのアダルトゲーム、いわゆる「エロゲ」の愛好者。配信でもエロゲの体験版をプレイ実況したことがある。特にAlcotの『Clover Day’s』は一番初めに最後までプレイしてハマった美少女ゲームであり、「原点にして頂点」と語っている。
美少女ゲーム愛が高じて、2020年11月発売の美少女ゲーム『アイキス2』ではAZKi、宝鐘マリンとともに主題歌に起用。ルート別のエンディング曲（カバータイアップ）もソロで2曲担当した。
2020年12月には前述の美少女ゲームメーカーAlcotとのコラボ企画で、自身が主演のショートノベルゲーム『さくら色Dreamer』を販売。この作品のシナリオは『Clover Day’s』の脚本を担当した1人である空下元が手掛けている。

### ホロライブメンバーとの関係

#### ときのそら
ホロライブ加入前からときのそらに憧れている。歌やライブパフォーマンスを目標にしているが、同時に「デビューしたころから見ている古参のそらとも（ときのそらファンの愛称）」である。2020年1月の3Dコラボ配信でホロライブ全体曲『Shiny Smily Story』を二人で歌った際には感極まって涙を流すなど、ホロライブ加入後も一貫して尊敬する思いは強い。
ときのそら2ndアルバム『ON STAGE！』には収録曲『マイオドレ！舞舞タイム』に「そらみこ」として、歌唱に参加。特典のオリジナルボイスドラマにも出演した。
月刊アニメ雑誌『アニメディア』2021年2月号のときのそらとの対談では、「すごく真面目な子で、ライブの練習はすごく熱心」「誰かのお祝い事があると真っ先にお祝いしている印象」「しっかりしているところもあるけど、なんだかんだでみんなの“妹”みたい」といった言葉をかけられている。互いの名前の呼び方は「そらちゃん」「みこちゃん」。

#### 星街すいせい
同じ0期生の星街すいせいとは、ユニット「miComet」（ミコメット、みこ+コメット（彗星））を結成している。当初は案件でのコラボがメインであり「ビジネスフレンド」と称していたほどであるが、共同で楽曲カバーを行ったり、箱企画を主催するなど幅広く活動を行っている。
2024年3月にはmiComet初のオリジナル楽曲『シュガーラッシュ』をリリースした。

#### 戌神ころね
ホロライブゲーマーズの戌神ころねとは「みっころね」という愛称で親しまれており、「みっころね24」という企画で爆誕したユニットである。
みっころね24は2022年1月3日に行われたみっころねによる、のちに伝説となった大規模企画である。企画の例としては、「細かすぎて伝わらないモノマネ」「笑ってはいけないホロライブアドリブ劇場」や「ホロライブディベート対決」「ゆる凸待ち」など3Dでの企画から普段の配信のような2Dでの企画まで幅広いものがある。また、この企画にあわせて『みっころね×しょうたいむ!』をリリースした。　
2025年1月2日から3日にかけて「みっころね24  リターンズ」が開催され（協賛はコカ・コーラ）、それに先駆け『みっころね×やってやんよ!!』がリリースされた。

#### 兎田ぺこら
ホロライブ3期生で後輩の兎田ぺこらとは「ぺこみこ」として互いの配信や案件でもコラボすることが多い。テンポよく煽りあうプロレスのような掛け合いが人気で、ケンカばかりしながらも仲の良い関係性を歌詞にしたコラボ曲『ぺこみこ大戦争！！』もMarvelous Inc.よりリリースされている。互いの呼び方は「兎田（うさだ）」「みこ先輩」。
新衣装（2019年12月8日お披露目）で兎田ぺこらとお揃いのようなデザインのガーターリング（白ベースの生地にさくらみこは赤のリボン、兎田ぺこらは青のリボン、ともに右脚）を着用しているが、これは偶然によるもの。新衣装を担当したおるだんによると、兎田ぺこらのデビュー（2019年7月7日にキャラクターデザイン公開）以前から作成していたデザインだという。

### その他エピソード
- リアルアーティストとバーチャルアーティストが一堂に会し、つんく♂ミュージックを楽しむというコンセプトで開催された「It's a Virtual＆Real Pop World！」に出演した際は、お忍びで会場に来ていたつんく♂からのメッセージで「キャラすごいええねー」とコメントされた[29]。
- 2021年12月12日には予定していた配信時間に4時間11分遅れ、世界トレンド1位を獲得したこともある。
- 2022年12月27日の『世界のアソビ大全51』配信にて白上フブキと五目並べで対戦した際に、「初戦23秒で敗北する」と言う珍事を引き起こした。その後続けてもう1戦しているが通算約5分で敗北を喫したため、『五目並べ敗北RTA』などと呼ばれた[62][63][64]。
- 加湿器に給水する必要があることを知らず、水を入れないまま電源だけ入れて使っていた、というエピソードを本人が語った際、加湿器の製造メーカーであるシャープがX(旧Twitter)にて反応し、｢SHARPは魔法使いじゃないぞ｣とツッコミを受けたことがある。2025年2月21日、この一件を機にシャープとのコラボによる喋る加湿空気清浄機が発売された[65] [66]。

## 来歴
- 2018年
  - 5月1日、Twitterにて初ツイート[67]。
  - 8月1日、YouTubeにて動画初投稿[9]。
  - 12月25日、ホロライブへ加入[13]。
- 2019年
  - 1月24日、YouTubeチャンネル登録者1万人突破[14]。
  - 8月3日、水着3Dモデルお披露目[68]。
  - 12月6日、YouTubeチャンネル登録者10万人突破[15]。
  - 12月8日、3D新衣装お披露目[8]。

- 2020年
  - 7月31日、休養を発表[21]。
  - 10月1日、YouTubeチャンネル登録者50万人突破[16]。
  - 10月21日、活動を再開[22]。
  - 12月2日、Twitchアカウントを開設[69]。
  - 12月23日、新3Dモデルお披露目[70]。

- 2021年
  - 3月6日、私服3D衣装お披露目[11]。
  - 4月30日、YouTubeチャンネル登録者100万人突破[17]。

- 2022年
  - 5月28日、新3D衣装お披露目[71]

- 2023年
  - 1月2日、新お正月衣装お披露目[72]
  - 2月13日、東京都により「東京観光大使」に任命された[73]。
  - 3月5日、3D新衣装お披露目

- 2024年
  - 4月9日、YouTubeのチャンネル登録者が200万人を突破した[74][75]。
  - 10月26日、自身初となるワンマンライブ、"flower fantasista!"を有明アリーナで開催した[76][77][78]。

## 主な出演

### ライブ・イベント
※はライブストリーミングのみ
- 第2回 ばーちゃるぱーく in 秋葉原エンタス（2019年6月25日、秋葉原エンタス）ゲスト出演[79]
- It's a Virtual＆Real Pop World！（2019年9月14日、池袋HUMAXシネマズ）[29]
- ホロライブ オン ステージ -でいどり〜む-（2019年10月6日、Veats Shibuya）[30][80]
- バーチャルユニットフェス「VILLS」（2020年7月19日、SPWN※）[81]
- hololive IDOL PROJECT 1st Live.『Bloom,』（2021年2月17日、ニコニコ公式有料生放送&SPWN※）[33]
- バーチャルユニットフェス「VILLS」vol.2（2021年3月21日、SPWN※）[82]
- VARK Presents. hololive Virtual LIVE series in VARK『Cinderella switch-new act- 〜ふたりでつくるホロライブ〜』vol.3（2021年9月25日、VARKS※）[83]
- 東京ゲームショウ2021 オンライン（2021年10月3日、オンライン）[84]
- バーチャルユニットフェス「VILLS」vol.3（2021年12月19日、SPWN※）[85]
- Blue Journey 1st Live「夜明けのうた」（2023年9月13日、東京ガーデンシアター）[86]
- hololive GAMERS fes. 超超超超ゲーマーズ（2024年5月26日、国立代々木競技場）[87]
- 「YouTube Music Weekend 8.0」（2024年8月25日、YouTube）[88]
- 不知火建設社員総会（2025年2月9日、ベルサール羽田空港）[89]
- 白上フブキ1stソロライブ FBKINGDOM ANTHEM (2025年2月13日、ぴあアリーナMM) ゲスト出演 [90][91]
- hololive GAMERS fes. 超超超超ゲーマーズ2（2025年7月5日・6日、さいたまスーパーアリーナ）- DAY2 ゲスト出演[92]

#### ソロライブ
- さくらみこ1st Live “flower fantasista!”（2024年10月26日、有明アリーナ）[76][77]

#### ホロライブ全体ライブ
- 「hololive 1st fes. ノンストップ・ストーリー」（2020年1月24日、豊洲PIT）[31]
- 「hololive 2nd fes. Beyond the Stage Supported By Bushiroad」STAGE1（2020年12月21日、ニコニコ公式有料生放送&SPWN※）[32]
- 「hololive 3rd fes. Link Your Wish Supported By ヴァイスシュヴァルツ」Day1（2022年3月19日、幕張メッセ）[93]
- 「hololive 4th fes. Our Bright Parade Supported By Bushiroad」DAY1（2023年3月18日、幕張メッセ）[94]
- 「hololive 5th fes. Capture the Moment Supported By Bushiroad」DAY2（2024年3月17日、幕張メッセ）[95]
- 「hololive 6th fes. Color Rise Harmony」DAY2（2025年3月9日、幕張メッセ）[96][97][98]

### ゲーム
- 100％ おれんじじゅーすっ！（2019年） - 斬子 役[34]
- 暁のブレイカーズ（2019年）[99]
- さくらみこ×ALcot ショートノベルゲーム『さくら色Dreamer』（2020年12月23日より期間限定販売）[45]
- ブイブイブイテューヌ（2020年）[100]
- グルーヴコースター ワイワイパーティー!!!!（2020年）[101]
- ヴァンガード ZERO（2020年）[102]
- 妖怪ウォッチ ぷにぷに（2022年8月1日 - 16日）コラボイベント期間にゲーム内キャラクターとして追加[103]。
- タワーオブスカイ（2023年）[104]
- グルーヴコースター フューチャーパフォーマーズ（2025年7月） - シャルシャ役[105][106]

### テレビ番組
- てぇてぇTV（2020年3月20日、BS日テレ）[107]
- テレ東音楽祭2022冬（2022年11月23日、テレビ東京）[108]
- 誰も知らない明石家さんま（2024年12月1日、日本テレビ）[109]

### 雑誌
- 『VTuberスタイル』2025年1月号、アプリスタイル、2024年12月27日。ASIN B0DN1CHY82。 - 表紙、巻頭特集[110][111]

### MV
- HIMEHINA『V』（2025年6月）[112]

## タイアップ
- Steamプリペイドカード（2019年11月27日 - ）「hololive×Steamプリペイドカード コラボキャンペーン」[56]
- VTuberチップス2（2020年6月29日発売）[113]
- maimai（2020年9月17日 - ）アーケード音楽ゲーム「maimai でらっくす Splas」に『マイオドレ！舞舞タイム』が追加[114]
- WACCA（2020年11月19日 - ）アーケード音楽ゲーム「WACCA Lily」に『ぺこみこ大戦争！』が追加、録り下ろしボイスを収録[57]
- ドン・キホーテ (2021年10月23日 - ) ぬいぐるみシリーズ「もちどる」発売[115]
- ファミリーマート (2022年3月1日 - ) ホロマート第7弾にて対象商品2品購入につき、オリジナルクリアファイルが一枚貰えるキャンペーン実施[116]
- 神田明神・神社声援　(2022年3月30日 -) VTuber「百鬼あやめ」・「大神ミオ」・「さくらみこ」とのコラボ神社声援(ジンジャーエール)発売[117]
- ファミリーマート (2022年12月6日 - ) 冬のホロマートにて対象の商品を2点購入でAR付のA5クリアポスター／カードがもらえるキャンペーン実施[118]
- サンリオ (2022年7月8日 - ) 「ホロサンリオ」にてハローキティとのコラボグッズ予約販売[119]
- 鳴門鯛焼本舗 (2023年2月13日 - ) さくら餡のコラボ鯛焼き発売[120][121]
- ドデカミン(2023年3月14日 - )ホロライブとドデカミンのコラボイベント。タイアップメンバーは「さくらみこ」、「兎田ぺこら」、「大空スバル」、「猫又おかゆ」の4名。[122]
- 「ホロライブ神田祭2023」（2023年5月） - 神田祭、アトレ秋葉原とのコラボイベント[123]。
- ローソン(2023年5月16日 - ) hololive×ローソンキャンペーンにて対象の商品を3点購入でA4クリアファイルがもらえるキャンペーンやコラボ商品販売を実施。[124]
- ローソン（2023年12月5日 - ） hololive×ローソンキャンペーンにて対象の商品を3点購入でA4クリアファイルがもらえるキャンペーンやコラボ商品販売を実施。[125]
- シャープ - 2025年1月、加湿空気洗浄機「さくらみこモデル」の発売を発表した[126]。
- 2025年2月9日 - 3月16日、羽田エアポートガーデンにて、「不知火建設×羽田エアポートガーデン」を実施[127][128]。

### 主題歌タイアップ
- アイキス2（2020年）[40]

## ディスコグラフィ
○主な出典：hololive（ホロライブ）公式サイト

### さくらみこ
| 配信日         | タイトル                      | 品番     | 出典    |
| -------------- | ----------------------------- | -------- | ------- |
| 2020年10月22日 | サクラカゼ                    | CVRD-010 | [ 129 ] |
| 2021年1月26日  | さくら色ハイテンション！      | CVRD-024 | [ 130 ] |
| 2021年8月29日  | 花月ノ夢                      | CVRD-072 | [ 131 ] |
| 2021年12月27日 | マイネームイズエリート☆       | CVRD-107 | [ 132 ] |
| 2022年8月2日   | ベイビーダンス                | CVRD-188 | [ 133 ] |
| 2022年12月25日 | 僕らと君のうた。              | CVRD-246 | [ 134 ] |
| 2023年1月3日   | 乙女のススメ♡！               | CVRD-251 | [ 135 ] |
| 2023年3月6日   | ハートオンライン              | CVRD-266 | [ 136 ] |
| 2024年3月6日   | きゅんきゅんみこきゅんきゅん♡ | CVRD-392 | [ 137 ] |
| 2024年4月10日  | にゃっはろーわーるど！！！    | CVRD-411 | [ 138 ] |
| 2024年5月30日  | Sakura Day's                  | CVRD-425 | [ 139 ] |
| 2024年7月22日  | DAI DAI DAI ファンタジスタ    | CVRD-444 | [ 140 ] |
| 2024年8月2日   | イケ贄                        | CVRD-450 | [ 141 ] |
| 2024年9月14日  | さくらんぼメッセージ          | CVRD-468 | [ 142 ] |

### 魔法少女ホロウィッチ！
| 発売日        | タイトル              | 品番     | 出典    |
| ------------- | --------------------- | -------- | ------- |
| 2024年5月31日 | はじまりの魔法-charm- | CVRD-428 | [ 145 ] |
| 2024年8月25日 | On your side          | CVRD-460 | [ 146 ] |

### 不知火建設
| 発売日        | タイトル | 品番     | 出典    |
| ------------- | -------- | -------- | ------- |
| 2023年8月28日 | なかま歌 | CVRD-323 | [ 147 ] |

| 発売日       | タイトル         | 品番     | 出典    |
| ------------ | ---------------- | -------- | ------- |
| 2024年6月8日 | scrap ＆ build ! | CVRD-432 | [ 148 ] |

### ホロライブ運動会実行委員
| 発売日        | タイトル                        | 品番     | 出典    |
| ------------- | ------------------------------- | -------- | ------- |
| 2022年11月7日 | ハッピー☆フィーバー！ホロライブ | CVRD-229 | [ 149 ] |
| 2023年11月5日 | 光になれ！                      | CVRD-348 | [ 150 ] |

### hololive IDOL PROJECT
| 発売日        | タイトル                                            | 品番     | 出典    |
| ------------- | --------------------------------------------------- | -------- | ------- |
| 2019年9月16日 | Shiny Smily Story                                   | CVRD-001 | [ 151 ] |
| 2021年1月21日 | でいり～だいあり～!                                 | CVRD-22  | [ 152 ] |
| 2021年2月19日 | あすいろClearSky                                    | CVRD-031 | [ 153 ] |
| 2022年8月19日 | 飛んでK！ホロライブサマー                           | CVRD-199 | [ 154 ] |
| 2022年8月22日 | ホロメン音頭                                        | CVRD-200 | [ 155 ] |
| 2023年3月9日  | Our Bright Parade                                   | CVRD-267 | [ 156 ] |
| 2024年3月15日 | ホロライブ言えるかな？hololive SUPER EXPO 2024 ver. | CVRD-406 | [ 157 ] |

| 発売日        | タイトル | 品番     | 出典    |
| ------------- | -------- | -------- | ------- |
| 2021年4月21日 | Bouquet  | HOLO-001 | [ 158 ] |

### その他の参加作品
| 発売日         | タイトル                      | アーティスト                                                      | 品番        | 出典    | 備考                                                                                  |
| -------------- | ----------------------------- | ----------------------------------------------------------------- | ----------- | ------- | ------------------------------------------------------------------------------------- |
| 2020年11月21日 | ぺこみこ大戦争！！            | REDALiCE feat. 兎田ぺこら&さくらみこ                              | MAQLT-00322 | [ 159 ] | 『WACCA』コラボ曲                                                                     |
| 2021年2月25日  | Gimme吟味virtuaる最高star!!!! | sasakure.UK feat. さくらみこ、白上フブキ、夏色まつり & 宝鐘マリン | -           | [ 160 ] | Nintendo Switch版『グルーヴコースター ワイワイパーティー！！！！』2周年記念テーマ曲。 |
| 2022年1月3日   | みっころね×しょうたいむ‼︎      | さくらみこ、戌神ころね                                            | CVRD-111    | [ 161 ] |                                                                                       |
| 2023年9月29日  | DODEKAMBITIOUS                | ドデカルテット（大空スバル、さくらみこ、猫又おかゆ、兎田ぺこら）  | CVRD-335    | [ 162 ] | 『ドデカミン』コラボ曲                                                                |
| 2023年11月3日  | シュガーラッシュ              | miComet（さくらみこ、星街すいせい）                               | CVRD-347    | [ 163 ] |                                                                                       |
| 2024年2月7日   | 水たまり                      | Blue Journey                                                      | UPCH-89552  | [ 164 ] |                                                                                       |
| 2024年12月6日  | みっころね×やってやんよ!!     | さくらみこ、戌神ころね                                            | CVRD-509    | [ 165 ] |                                                                                       |

| 発売日        | タイトル                        | アーティスト                       | レーベル       | 品番     | 出典    |
| ------------- | ------------------------------- | ---------------------------------- | -------------- | -------- | ------- |
| 2019年4月28日 | バーチャル開花最前線！/Fragment | ときのそら、ロボ子さん、さくらみこ | Lilium Records | ATCV-001 | [ 166 ] |

| 発売日         | タイトル                                   | アーティスト                                 | 品番            | 出典            |
| -------------- | ------------------------------------------ | -------------------------------------------- | --------------- | --------------- |
| 2020年10月21日 | ON STAGE!                                  | ときのそら                                   | VICL-65433      | [ 167 ]         |
| 2020年10月30日 | まいてつ LAST RUN!! VTUBER COVER SELECTION |                                              |                 |                 |
| 2020年12月7日  | ぽっぴんキッス                             | さくらみこ&宝鐘マリン&AZKi                   | TCJPR0000714622 | [ 168 ]         |
| 2023年3月15日  | holo*27 Originals Vol.1                    | holo*27                                      | TFCC-86895      | [ 169 ]         |
| 2023年7月16日  | ヤマトファンタジア                         | 白上フブキ、百鬼あやめ、大神ミオ、さくらみこ | CVRD-306        | [ 170 ]         |
| 2023年9月6日   | 夜明けのうた                               | Blue Journey                                 | UPCH-20658      | [ 171 ]         |
| 2024年2月27日  | ほろはにヶ丘高校 -Covers-                  | hololive × HoneyWorks                        | HLP-10005       | [ 172 ] [ 173 ] |